# Tirk Wilder
Pour les articles homonymes, voir Wilder.
Tirk Wilder (né en 1940 au Mexique) est un compositeur musicien et interprète de country américain.

## Biographie
Il fréquente l'école militaire de San Maximos de Mossottos avant de s'orienter vers la Country avec des titres tels que White Mustang ou Antonio la coqinas. Il quitte le foyer familial à l'âge de 18 ans après avoir rencontré Jimmy Lee Gradson Smith, célèbre producteur du Minnesota.
Après des débuts difficiles dans les pubs de la région, il rencontre Charlottas de Los Poilos qui reste sa compagne pendant quatre ans.
Il s'illustra notamment dans la composition de musique pour les publicités des tacos Old El Paso, mais aussi pour la composition de Eyes of a Ranger, le célèbre générique de la série Walker, Texas Ranger pour lequel il a remporté de nombreux prix. Il a aussi chanté avec des artistes tels que Chris « Corky » Burk, Johnny Cash ou Morgan J. Watterson II.